# Tanaka Yuya
Tanaka Yuya (sinh ngày 10 tháng 5 năm 2000) là một cầu thủ bóng đá người Nhật Bản.

## Sự nghiệp câu lạc bộ
Tanaka Yuya hiện đang chơi cho Giravanz Kitakyushu.